# 2024年11月17日のウクライナ攻撃
2024年11月17日の朝、ロシアはウクライナ全土の都市に大規模な空爆を行い、ムィコラーイウで2人、ニコポルで2人、オデッサで2人、リヴィウで1人が死亡した。ウクライナのウォロディミル・ゼレンスキー大統領によると、夜間から早朝にかけて約120発のミサイルと90機の無人航空機が発射されたという。この攻撃は、ウクライナの電気を標的とし、来たる冬の電力供給を妨害しようとするものであった。2024年8月以来、ウクライナに対するロシアの空爆としては最大規模のもので、ウクライナ西部のリヴィウ州、イヴァーノ＝フランキーウシク州、リウネ州の重要インフラや、クルィヴィーイ・リーフ、ヴィーンヌィツャ、オデッサ、キーウなど各都市への攻撃が報告されている。
夕方、ロシアのミサイルがスームィの9階建ての住宅ビルを直撃し、子ども2人を含む11人が死亡した。さらに89人が負傷した。
ウクライナ空軍は102発のミサイルと42機のドローンを撃墜したと主張している。

## 空爆

### 場所
| 攻撃目標                   | 被害                                            |
| -------------------------- | ----------------------------------------------- |
| クレメンチューク水力発電所 | 水力発電所には少なくとも1発のミサイルが命中した |
| オデッサ                   | 2人死亡、1人負傷。水と電力が遮断された          |

### タイムライン
ロシアの空爆の結果、ポーランド空軍は戦闘機を緊急発進させた。